# Broxburn
Broxburn är en ort i Storbritannien.   Den ligger i kommunen West Lothian och riksdelen Skottland, i den centrala delen av landet, 500 km norr om huvudstaden London. Broxburn ligger 70 meter över havet och antalet invånare är 13 288.
Terrängen runt Broxburn är huvudsakligen platt, men söderut är den kuperad. Runt Broxburn är det ganska tätbefolkat, med 104 invånare per kvadratkilometer. Närmaste större samhälle är Edinburgh, 17,2 km öster om Broxburn. Trakten runt Broxburn består i huvudsak av gräsmarker.